# نصيف جاسم الخطابي
نصيف جاسم محمد الخطابي مهندس عراقي، ومحافظ محافظة كربلاء منذ 1 تموز سنة 2019 .
ورئيس تحالف ابداع كربلاء ورئيس مجلس محافظة كربلاء سابقاً.